# Земля Імперська
«Земля Імперська» (англ. Imperial Earth) — науково-фантастичний роман Артура Кларка опублікований у 1975 році.

## Сюжет
Малькольм Макензі — космічний інженер, який створив компанію по Видобутку водню на Титані і транспортуванню його до орбітальних заправних станцій.
Титан — єдине космічне тіло в Сонячній системі з достатніми запасами водню і низькою гравітацією. Успіх приводить Малькольма до посади голови уряду Титана.
Через генетичну мутацію, діти Малькольма не є життєздатними, тому він у віці 30 років летить на Землю, де в генетичній клініці створюють його сина-клона Коліна.
Колін є точною копією свого батька, тому щоб отримати свого сина-клона Дункана, він теж в віці 30 років прилітав на Землю.
Вік 30 років є граничним для землян, що все своє життя провели при низькій гравітації, після нього вони вже не можуть повернутись на Землю.
Всі троє Макензі дуже схожі між собою, розуміють один одного з півслова, вони працюють в уряді Титана і є найпотужнішою родиною Титана.
Дункан в дитинстві дружив з талановитим, але імпульсивним юнаком Карлом, представником іншої впливової родини Титана.
Коли на Титані зробив зупинку круїзний корабель зі студентами з Землі, вони обидва закохались в дівчину Калінді.
Дункану виповнилось 30 років, і коли Макензі запросили на святкування 500-ліття США, родина делегувала його, щоб він заодно обзавівся нащадком та вирішив економічні проблеми Титана, пов'язані зі зменшенням закупівель водню через використання нових ракетних двигунів.
Перед відльотом Дункан спостерігає «воскового черв'яка» — виверження лави титанського вулкана і навідує бабусю, яка дає йому пентаміно із титаніту — рідкісного мінералу з Титана, якого існує тільки декілька шматків.
Під час польоту на Землю Дункан знайомиться з принципом роботи нового гравітаційного двигуна, який не потребує багато палива.
Капітан корабля розказує йому, що зараз людська цивілізація нагадує давню Британську імперію: з метрополією на Землі і віддаленими колоніями в космосі, які з'єднуються довготривалими подорожами космічних кораблів
і навіть засобам зв'язку потрібно декілька годин щоб подолати цю відстань.
На Землі Дункан бачить, що минулі технологічні проблеми земляни (терранці) вирішили законодавчим обмеженням чисельності населення і деурбанізацією.
Житлові масиви і виробництво прибрано під землю. Суспільство співіснує в гармонії з природою, дбайливо ставиться до старих речей.
В моді стиль першої половини 20 століття і більш ранніх часів.
Існує глобальна інформаційна мережа з пошуком і потрійним дублюванням інформації.
А на всіх автошляхах дозволене тільки автоматичне керування автотранспортом.
До Дункана звертається антиквар Мандельштам, щоб з'ясувати походження запропонованого йому шматка титаніту.
Оскільки нових знахідок не було зареєстровано урядом Титану, Дункан підозрює в контрабанді Карла, який останні роки проводив в експедиціях на дальніх супутниках Сатурна.
Він радить антиквару прослідкувати за Калінді — можливим контактом Карла на Землі. Калінді тепер віце-президент івент-компанії, яка для своїх заходів підняла і реставрувала «Титанік».
Карла знаходять біля Тегерана, де розміщені антени радіотелескопа для дослідження далекого космосу.
Дункан і Карл зустрічаються на вершині однієї з антен і в результаті нещасливого випадку Карл гине.
Після смерті Карла, Дункан отримує пароль до його кишенькового комп'ютера і розуміє, що той контрабандою збирав кошти на проєкт «Аргус» — збільшену копію існуючого радіотелескопа, яку планувалося розмістити на віддаленому супутнику Сатурна, де вплив сонячного вітру не заважатиме дослідженням в діапазоні довгих хвиль.
Ціллю проєкту був пошук позаземного життя в хмарі іонізованого газу на віддалі однієї десятої світлового року, з якої приходили сигнали можливо не природного походження.
Нерозбірливість Карла в методах досягнення мети була спричинена емоційним вигоранням, від використання під час зустрічей з Калінді «машини радості» — підсилювача почуттів.
В своїй промові на святкуванні 500-річчя США (4 липня 2276) року Дункан згадує революційні винаходи що відбувались кожні сто років і дозволяли людству розширити межі відомого. Він пропонує землянам не зациклюватись на минулому і втілити в життя проєкт Карла, який можливо змінить наступне століття.
На Титан Дункан привозить сина — клона не себе, а загиблого Карла.